# 64è Festival Internacional de Cinema de Berlín
El 64è Festival Internacional de Cinema de Berlín va tenir lloc entre el 6 i el 16 de febrer de 2014. El festival va obrir amb la pel·lícula de Wes Anderson The Grand Budapest Hotel opened the festival. El director britànic Ken Loach fou guardonat amb l'Os d'Or honorífic. L'Os d'Or fou atorgat a la pel·lícula xinesa Black Coal, Thin Ice dirigida per Diao Yinan, que també va clausurar el festival.

## Jurat

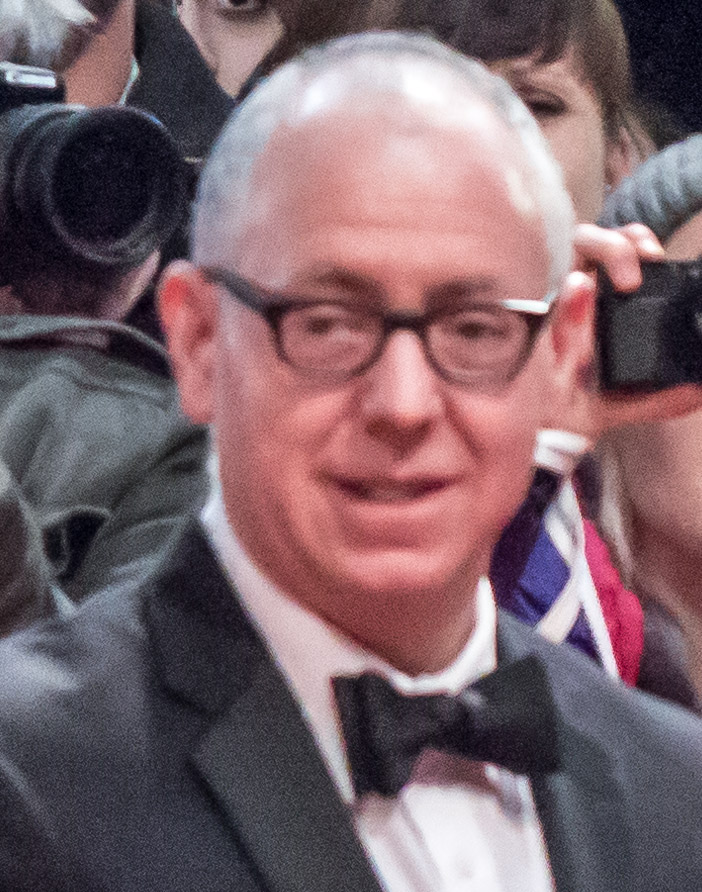
James Schamus, president del jurat

El jurat va estar format per les següents persones:
- James Schamus, director i guionista estatunidenc (Jury president)
- Barbara Broccoli, productora estatatunidenca
- Trine Dyrholm, actriu danesa
- Mitra Farahani, directora iraniana
- Greta Gerwig, actriu i directora estatunidenca
- Michel Gondry, director, guionista i productor francès
- Tony Leung, actor xinès
- Christoph Waltz, actor austroalemany

Les següents persones van ser anunciades com a membres del jurat pel Millor llargmetratge de debut:
- Nancy Buirski, fundadora del Full Frame Documentary Film Festival
- Valeria Golino, actriu i directora italiana
- Hernán Musaluppi, productor argentí

## Llegenda
| * | Obra de debut com a director; candidat al Premi al Millor llargmetratge de debut:[6] |
| † | Guanyador del principal premi com a millor pel·lícula de la secció                   |
| Les pel·lícules d'apertura i clausura es projecten durant les cerimònies d'apertura i clausura, respectivament. |                                                                                      |

## En competició
Les següents pel·lícules van competir per l'Os d'Or i per l'Os de Plata:
| Títol                                        | Director(s)         | País                                   |
| -------------------------------------------- | ------------------- | -------------------------------------- |
| '71 *                                        | Yann Demange        | Regne Unit                             |
| Aimer, boire et chanter                      | Alain Resnais       | França                                 |
| Aloft                                        | Claudia Llosa       | Espanya, Canadà, França                |
| Die geliebten Schwestern                     | Dominik Graf        | Alemanya                               |
| Mikro psari (Μικρό Ψάρι)                     | Yannis Economides   | Grècia, Alemanya, Xipre                |
| The Grand Budapest Hotel                     | Wes Anderson        | Regne Unit, Alemanya                   |
| Black Coal, Thin Ice 白日焰火 Bai Ri Yan Huo | Diao Yinan          | R.P. de la Xina                        |
| Boyhood                                      | Richard Linklater   | Estats Units                           |
| Chiisai Ouchi 小さいおうち                   | Yoji Yamada         | Japó                                   |
| Historia del miedo *                         | Benjamín Naishtat   | Argentina, Uruguai, Alemanya, França   |
| Jack                                         | Edward Berger       | Alemanya                               |
| Kraftidioten                                 | Hans Petter Moland  | Noruega                                |
| Kreuzweg                                     | Dietrich Brüggemann | Alemanya                               |
| La tercera orilla                            | Celina Murga        | Argentina, Alemanya, Països Baixos     |
| La voie de l‘ennemi                          | Rachid Bouchareb    | França, Algèria, Estats Units, Bèlgica |
| Macondo *                                    | Sudabeh Mortezai    | Àustria                                |
| Praia do Futuro                              | Karim Aïnouz        | Brasil, Alemanya                       |
| Tui Na 推拿                                  | Lou Ye              | R.P. de la Xina, França                |
| Wu Ren Qu 無人區                             | Ning Hao            | R.P. de la Xina                        |
| Zwischen Welten                              | Feo Aladag          | Alemanya                               |

## Fora de competició
Les següents pel·líocules foren seleccionades per ser projectades fora de competició:
| Títol               | Director(s)     | País                      |
| ------------------- | --------------- | ------------------------- |
| The Monuments Men   | George Clooney  | Estats Units              |
| Nymphomaniac        | Lars von Trier  | Denmark, Alemanya, França |
| La belle et la bête | Christophe Gans | França, Alemanya          |

## Panorama
Les següents pel·lícules foren seleccionades a la secció Panorama:
| Títol                                                    | Director(s)                  | País                      |
| -------------------------------------------------------- | ---------------------------- | ------------------------- |
| Arrête ou je continuel                                   | Sophie Fillières             | França                    |
| Bai Mi Zha Dan Ke 白米炸彈客                             | Cho Li                       | Taiwan                    |
| Bing Du 冰毒                                             | Midi Z                       | Taiwan, Myanmar           |
| Calvary                                                  | John Michael McDonagh        | Irlanda, Regne Unit       |
| Hoje Eu Quero Voltar Sozinho                             | Daniel Ribeiro               | Brasil                    |
| Is the Man Who Is Tall Happy?                            | Michel Gondry                | França                    |
| O Homem das Multidões                                    | Marcelo Gomes, Cao Guimarães | Brasil                    |
| Papilio Buddha                                           | Jayan Cherian                | Índia, Estats Units       |
| Quick Change                                             | Eduardo Roy Jr.              | Filipines                 |
| Stereo                                                   | Maximilian Erlenwein         | Alemanya                  |
| Test                                                     | Chris Mason Johnson          | Estats Units              |
| The Better Angels                                        | A. J. Edwards                | Estats Units              |
| Kuzu                                                     | Kutluğ Ataman                | Alemanya, Turquia         |
| Things People Do *                                       | Saar Klein                   | Estats Units              |
| Triptyque                                                | Robert Lepage, Pedro Pires   | Canadà                    |
| Über-Ich und Du                                          | Benjamin Heisenberg          | Alemanya, Suïssa, Àustria |
| Unfriend                                                 | Joselito Altarejos           | Filipines                 |
| Xi You 西遊                                              | Tsai Ming-liang              | França, Taiwan            |
| Yves Saint Laurent                                       | Jalil Lespert                | França                    |
| Asabani Nistam!                                          | Reza Dormishian              | Iran                      |
| Blind                                                    | Eskil Vogt                   | Noruega, Països Baixos    |
| Difret                                                   | Zeresenay Berhane Mehari     | Etiòpia                   |
| Fieber                                                   | Elfi Mikesch                 | Luxemburg, Àustria        |
| Güeros *                                                 | Alonso Ruízpalacios          | Mèxic                     |
| Highway                                                  | Imtiaz Ali                   | Índia                     |
| Ieji                                                     | Nao Kubota                   | Japó                      |
| In grazia di Dio                                         | Edoardo Winspeare            | Itàlia                    |
| Love Is Strange                                          | Ira Sachs                    | Estats Units              |
| Mo Ging 魔警                                             | Dante Lam                    | Hong Kong                 |
| Na kathese ke na kitas                                   | Yorgos Servetas              | Grècia                    |
| Yaganbihaeng                                             | Leesong Hee-il               | Corea del Sud             |
| 2030 (Nước)                                              | Nghiêm-Minh Nguyễn-Võ        | Vietnam                   |
| Patardzlebi *                                            | Tinatin Kajrishvili          | Geòrgia, França           |
| Risse im Beton                                           | Umut Dağ                     | Àustria                   |
| The Midnight After 那夜凌晨，我坐上了旺角開往大埔的紅van | Fruit Chan                   | Hong Kong                 |
| Viharsarok *                                             | Adam Császi                  | Hongria                   |
| Ye *                                                     | Hao Zhou                     | R.P. de la Xina           |

## Gales especials de la Berlinale
Les següents pel·lícules foren seleccionades per a aquesta secció:
| Títol                                                 | Director(s)                         | País                             |
| ----------------------------------------------------- | ----------------------------------- | -------------------------------- |
| A Long Way Down                                       | Pascal Chaumeil                     | Regne Unit, Alemanya             |
| American Hustle                                       | David O. Russell                    | Estats Units                     |
| Cesar Chavez                                          | Diego Luna                          | Estats Units                     |
| Dans la cour                                          | Pierre Salvadori                    | França                           |
| Hundraåringen som klev ut genom fönstret och försvann | Felix Herngren                      | Suècia                           |
| The Turning                                           | Antologia de 20 directors diferents | Austràlia                        |
| Das finstere Tal                                      | Andreas Prochaska                   | Àustria, Alemanya                |
| Diplomatie                                            | Volker Schlöndorff                  | França, Alemanya                 |
| The Two Faces of January                              | Hossein Amini                       | Regne Unit, Estats Units, França |
| En du Elsker                                          | Pernille Fischer Christensen        | Dinamarca                        |

## Berlinale Classics
Les següents pel·lícules foren seleccionades per ser exhibides a la secció Berlinale Classics:
| Títol                       | Director(s)          | País i any          |
| --------------------------- | -------------------- | ------------------- |
| Akibiyori                   | Yasujirō Ozu         | Japó (1960)         |
| Caravaggio                  | Derek Jarman         | Regne Unit (1986)   |
| El gabinet del Dr. Caligari | Robert Wiene         | Alemanya (1920)     |
| Deutschland, bleiche Mutter | Helma Sanders-Brahms | RDA (1980)          |
| Nayak                       | Satyajit Ray         | Índia (1966)        |
| Rebel sense causa           | Nicholas Ray         | Estats Units (1955) |

## Premis
El jurat va atorgar els següents premis:
- Os d'Or – Black Coal, Thin Ice de Diao Yinan
- Premi Especial del Jurat (Os de Plata) – The Grand Budapest Hotel de Wes Anderson
- Premi Alfred Bauer (Os de Plata) – Aimer, boire et chanter d'Alain Resnais
- Millor director – Richard Linklater per Boyhood
- Millor actriu – Haru Kuroki per Chiisai Ouchi
- Millor actor – Liao Fan per Black Coal, Thin Ice
- Os de Plata al millor guió – Kreuzweg de Dietrich Brüggemann
- Os de Plata a la millor contribució artística en fotografia – Tui Na de Lou Ye
- Premi a la millor primer pel·lícula – Güeros d'Alonso Ruizpalacios
- Premi Panorama Audience 
  - 1r Lloc: Difret de Zeresenay Berhane Mehari
  - 2n Lloc: Hoje Eu Quero Voltar Sozinho de Daniel Ribeiro
  - 3r Lloc: Patardzlebi de Tinatin Kajrishvili
- Premi Teddy: Hoje Eu Quero Voltar Sozinho de Daniel Ribeiro[10]